# Casertana Football Club
A Casertana Football Club S.r.l., melhor conhecida como Casertana, é um clube de futebol italiano com sede na cidade de Caserta. Milita na Lega Pro, a terceira divisão do campeonato italiano de futebol.

## História
Soma numerosas participações no campeonato da Serie C, e duas temporadas no torneio da Serie B em 1970-1971 e em 1991-1992.
As cores sociais do clube são o vermelho e o azul que fazem parte do escudo da cidade de caserta, o simbolo do clube é o falcão. A equipe dispulta suas partidas como madante no estádio Alberto Pinto, que tem capacidade para 12.000 espectadores.